# لارس کوسلووسکی
 لارس کوسلووسکی (انگلیسی: Lars Koslowski؛ زاده ۲۲ مهٔ ۱۹۷۱) یک تنیس‌باز اهل آلمان است. 